# Treehouse of Horror VIII
Treehouse of Horror VIII (с англ. — «Маленький домик ужасов на дереве 8») — четвёртый эпизод девятого сезона мультсериала «Симпсоны», премьера которого состоялась 26 октября 1997 года.

## Сюжет

### Заставка
Цензор Fox  сидит за своим столом, просматривает сценарий шоу, подвергает цензуре некоторые вещи и объясняет аудитории, что серия имеет рейтинг TV-G (отсутствие насилия и жестокости). Он продолжает говорить, и вдруг появляется рука с саблей и много раз режет его, при этом рейтинг меняется с TV-G на TV-PG, потом на TV-14, TV-MA и на вымышленные рейтинги TV-21 и TV-666. Он падает на свой стол мертвым, и на столе появляется название серии, написанное кровью цензора.

### The HΩmega Man (сангл.—«Человек ГΩмега»)
После шутки Мэра Квимби относительно французов, французский президент запускает на Спрингфилд нейтронную бомбу. В это время Гомер внимательно изучает бомбоубежище, которое он хочет купить. После взрыва Гомер обнаруживает, что он единственный выживший в городе. Но вскоре выясняется, что некоторые жители превратились в мутантов (похожих на зомби), которые преследуют Гомера до его дома, где выясняется, что 100 слоёв краски превратили дом в бомбоубежище. Все члены семьи живы, и после речи Мардж мутанты думают о мире с людьми, но Мардж стреляет в них из ружья. В конце Гомер предлагает украсть парочку Феррари.

### Fly vs. Fly (сангл.—«Муха против мухи»)
Гомер покупает телепортер на распродаже у профессора Фринка. После того как Гомер запрещает Барту пользоваться телепортером, тот тайно прокрадывается к телепортеру ночью. Мальчик пытается телепортировать Снежинку, но в это время Маленький Помощник Санты прыгает на неё и на выходе из телепортера Снежинка и Маленький Помощник Санты смешались в двухголовое существо, похожее на Котопса. Барт ловит муху и заходит в телепортер, думая, что таким способом он превратится в супергероя, но вместо этого он превращается в обыкновенную муху. В конце Барт при помощи Лизы возвращается в своё обычное состояние, но Гомер в ярости, что Барт испортил аппарат за 35 центов.

### Easy-bake Coven (сангл.—«Легко-выпекаемый шабаш»)
Действие происходит в 1649 году, в это время в Спрингфилде сжигают очень много ведьм. Когда жители Спрингфилда решают ещё кого-то обвинить ведьмой и сжечь, Мардж пытается объяснить им, что в городе больше нет ведьм, но её не слушают и тоже обвиняют в колдовстве. Чтобы проверить, является Мардж ведьмой или нет, Мэр Куимби сбрасывает её со скалы вместе с метлой. Если она ведьма, то сможет улететь, а если нет — она разобьётся. После того, как все подумали, что Мардж разбилась, она улетает на метле. Желая отомстить жителям Спрингфилда, Мардж вместе с Сэльмой и Пэтти возвращается в город, чтобы съесть детей. Вместо того, чтобы есть настоящих детей, Мод Фландерс предлагает ведьмам съесть пряничных людей. Ведьмы решают отпустить Рода и Тода и пройтись по всем домам, требуя сладости, обещая взамен, что не будут есть детей. Так в Спрингфилде начали отмечать первый Хэллоуин.

## Культурные отсылки
- Название первой истории «Человек ГΩмега» пародирует название фильма Человек Омега. Сама же серия, вероятно, пародирует фильмы «Ночь кометы» и «Тихая Земля».
- Название второй истории «Муха против Мухи» (англ. Fly vs. Fly) пародирует название комикса «Spy vs. Spy», а сама сюжетная линия пародирует фильм Муха.
- На ракете в первой истории написано Intel Inside.

### Награды
Серия «Treehouse of Horror VIII» выиграла премию Golden Reel Award в 1998 году за «Лучшее музыкальное оформление анимационного сериала».